# Not of This Earth
Not of This Earth es el primer álbum del guitarrista Joe Satriani, publicado el 13 de mayo de 1986. 
En palabras de Joe Satriani:

Este álbum fue grabado a comienzos de 1985. La música refleja una colección de ideas que fueron hechas al mismo tiempo.Mi meta era hacer un disco de guitarra que fuera disfrutado por todos, que no sea una grabación de solos de guitarra, que contenga música real.
Estuve tocando durante 107 horas para grabar y mezclar todo el material, los tiempos eran rápidos pero estimulantes, con la ayuda de John Cuniberti y Jeff Campitelli, cada tema fue desarrollado dentro de un estamento de textura, emoción y estilo.[cita requerida]

## Lista de pistas
- Todos los temas están compuestos por Joe Satriani.

1. "Not Of This Earth" - 4:04
2. "The Snake" - 4:43
3. "Rubina" - 5:57
4. "Memories" - 4:00
5. "Brother John" - 2:10
6. "The Enigmatic" - 3:27
7. "Driving At Night" - 3:34
8. "Hordes Of Locusts" - 5:00
9. "New Day" - 3:53
10. "The Headless Horseman" - 1:50

## Créditos
- Joe Satriani – Voz,  guitarra eléctrica, teclados, Bajo
- John Cuniberti – voz (tema 10)
- Jeff Campitelli – Batería, DX, Flauta irlandesa
- Bernie Grundman – masterización

- Datos: Q1753308